# Schiava... o regina?
Schiava… o regina? (Esclave... ou reine) è un romanzo del 1909 di Delly, celebre autore di romanzi rosa.
Delly è uno pseudonimo collettivo adottato dai fratelli Jeanne-Marie (Avignone, 13 settembre 1875 – Versailles, 1947) e Frédéric Petitjean de la Rosière (Vannes, 1876 – Versailles, 1949).
I romanzi di Delly furono estremamente popolari fra gli anni dieci e gli anni cinquanta del 1900; alcuni di essi si collocano fra i più grandi successi editoriali dell'epoca.

## Trama
Lisa di Soubrans, una bellissima e pia fanciulla di soli quindici anni, vive con la matrigna ed i fratellastri, figli del secondo matrimonio del padre, ormai deceduto. La matrigna Caterina, una donna di origini russe, cugina della madre di Lisa, pur essendo una donna fredda e poco espansiva, ama la figliastra come i suoi figlioli, mostrandosi attenta e premurosa verso di lei.
Proprio per cominciare ad introdurre in società la fanciulla, Caterina accetta per entrambe un invito ad una partita di caccia. L’incantevole Lisa, che ha ereditato da un’ava circassa una bellezza particolare, viene immediatamente notata dal principe Sergio Ormanoff, suo lontano cugino. Ella infatti fisicamente somiglia moltissimo alla defunta moglie del principe, Olga, tanto bella quanto timida e sottomessa alla terribile volontà del marito.
Il principe Sergio si reca pochi giorni dopo in visita da Caterina e le dichiara senza mezzi termini che intende chiedere in sposa la piccola Lisa. Al diniego della donna, che teme il noto dispotismo del cugino, il principe dichiara brutalmente di conoscere il segreto di Caterina: essa anni prima, pazza di gelosia verso la cugina (la madre di Lisa) innamorata come lei del conte di Soubrans, le aveva causato un incidente che l’aveva resa fragile ed era stato causa della sua morte prematura dopo qualche anno.
Caterina, sull’orlo di una crisi cardiaca, per proteggere il buon nome dei suoi figli dal tremendo scandalo di una simile rivelazione, accetta la proposta del principe e forza moralmente Lisa ad accettare il fidanzamento. La giovinetta, condizionata dell’educazione improntata sul rispetto e l’obbedienza verso la donna che le ha fatto da madre ed alla quale vuole bene, si sottomette alla volontà di Sergio, che già percepisce inflessibile.
Dopo il matrimonio, celebrato nella chiesa cattolica, il principe impone alla giovane moglie uno stile di vita frivolo e vuoto, dove ha posto sovrano solo la volontà del marito. Le viene negato lo studio, le letture serie, ogni forma di lavoro, qualsiasi rapporto con i precedenti amici o con i fratellastri, persino il ricordo di un caro amico defunto, Gabriele, un angelico ragazzo che l’aveva istruita nella religione cattolica e che era morto a soli sedici anni.
Lisa tenta di protestare, ma ha molta paura del marito. Trova infine il coraggio ribellarsi quando Sergio, formalmente di religione ortodossa, le impone di abbandonare le pratiche cattoliche e le vieta di andare alla Santa Messa. Di fronte a tale inaudita ribellione, che sconvolge Sergio, abituato alla più servile sottomissione da parte della defunta moglie, della sorella Lydia, dei nipoti e di tutti i suoi sottoposti, il principe reagisce violentemente e porta la moglie ribelle in Russia, nella sua isolata tenuta a Kultov, dove la tratta come una prigioniera.
Lisa rimane ferma nella volontà di non abiurare e inizia a deperire fisicamente, finché il medico di palazzo non consiglia al principe un regime più mite per la fanciulla, se non vuole perderla. Sergio, in fondo ammirato della forza d’animo della dolce Lisa, che si è fatta amare da tutti, si prende cura della sua salute e, pur non cedendo, la tratta con maggior dolcezza. Impara perciò a conoscerla sempre meglio e si innamora proprio delle qualità cristiane che Gabriele ha coltivato in lei. Credendo che Lisa lo abbia amato, è pazzo di gelosia verso il ricordo del ragazzo defunto e tormenta ancora Lisa al riguardo, proprio quando la fanciulla cominciava a credere che il principe fosse cambiato.
Intanto una cugina povera del principe, Varvara, innamorata di lui fin dall’infanzia, ordisce e trama la sua vendetta verso l’innocente Lisa. Le fa rivelare la terribile verità sulla morte della madre da un servitore, le dichiara di aver ucciso la principessa Olga, poi attenta alla sua vita, abbandonandola nella foresta circondata da famelici lupi. Fortunatamente la giovinetta viene salvata appena in tempo dai guardiacaccia, ma il principe, vedendola svenuta e sanguinante, teme di averla perduta e finalmente le confessa il suo amore. La perfida cugina, per sfuggire alla vendetta del principe, si toglie la vita.
Il principe, ormai addolcito e completamente assorbito dal nuovo sentimento che prova per Lisa, la riporta in Francia e le permette di dedicarsi ai suoi studi, alle sue attività e persino alla sua religione, stupendosi della bontà della fanciulla, che non ha mai capricci e che non pensa di vendicarsi della passata condotta del principe verso di lei.
La matrigna Caterina, in fin di vita per un attacco di cuore, chiama a sé la figliastra per confessare il suo segreto prima di morire. Il perdono della dolce Lisa e il vederla felice accanto al principe Sergio, palesemente innamorato della moglie ed a lei sottomesso, le rallegrano gli ultimi istanti della sua vita.